# Metarhombognathus armatus
Metarhombognathus armatus är en spindeldjursart som först beskrevs av Lohmann 1893.  Metarhombognathus armatus ingår i släktet Metarhombognathus, och familjen Halacaridae. Arten är reproducerande i Sverige.